# Amalosia rhombifer
Amalosia rhombifer (зігзаговий оксамитовий гекон) — вид геконоподібних ящірок родини диплодактилідів (Diplodactylidae). Ендемік Австралії.

## Опис
Загальна довжина зігзагових оксамитових геконів (враховуючи хвіст) становить 16 см. Верхня частина тіла темно-коричнева, боки темно-коричневі, нижня частина тіла біла або білувата. кінцівки можуть бути плямистими, блідо-коричневими або темно-коричневими. Виникає враження, що на боках і хвості в гекона є зигзагоподібний візерунок.

## Поширення й екологія
Зігзагові оксамитові гекони широко поширені на півночі Австралії, на території Західної Австралії, Північної Території і Квінсленду, а також на північному сході Нового Південного Уельсу. Деякі особини були зареєстровані в околицях міста Аліс-Спрінгс. Вони живуть у сухих тропічних лісах, рідколіссях та чагарникових заростях, у кам'янистих місцевостях, трапляються поблизу людських поселень. Ведуть деревний спосіб життя. Відкладають яйця.